# Rada (náutica)

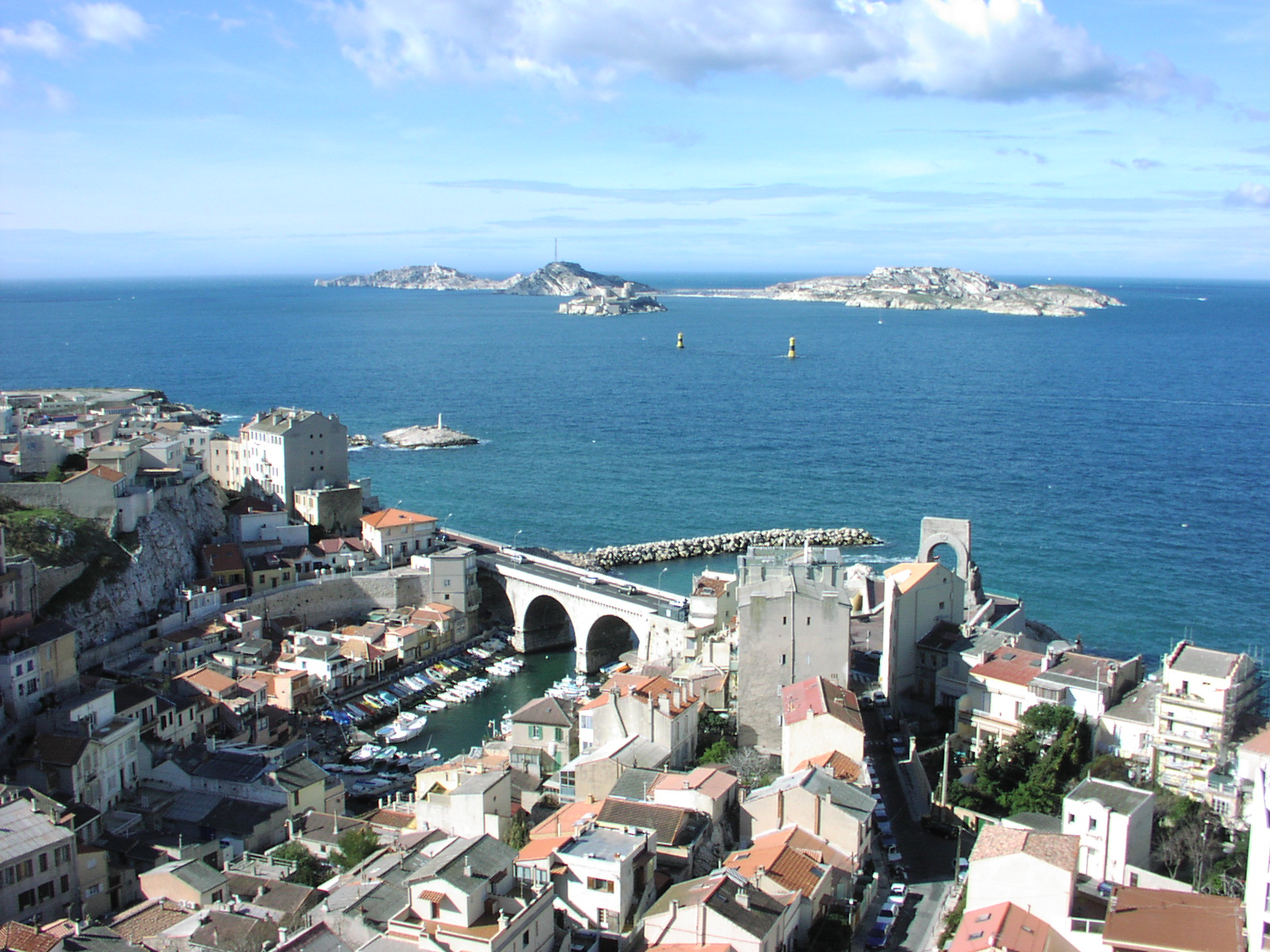
Rada de Marsella

Una rada es una bahía con la entrada angosta que permite fondear a una flota. Históricamente han sido usadas como puertos naturales, al poder los barcos echar el ancla en ellas.  Se trata de un área cerrada con una apertura al mar, más estrecha que una bahía o un golfo. Si la abertura al mar es muy estrecha, el paso recibe el nombre de estrecho. Por su extensión no puede confundirse con un estuario.

## Descripción
Protegido de las corrientes de resaca y de las mareas, puede usarse como un sitio fuera de puerto donde los buques pueden fondear con una seguridad razonable, sin arrastrar o perder el ancla, mientras esperan su turno para entrar al puerto de destino. Se puede crear artificialmente mediante espigones o diques. Las radas naturales ofrecen abrigo seguro frente a las tormentas y se usan frecuentemente como bases navales. Un rada no está cerrada, su zona de anclaje, está abierta a los vientos del mar.

## Galería

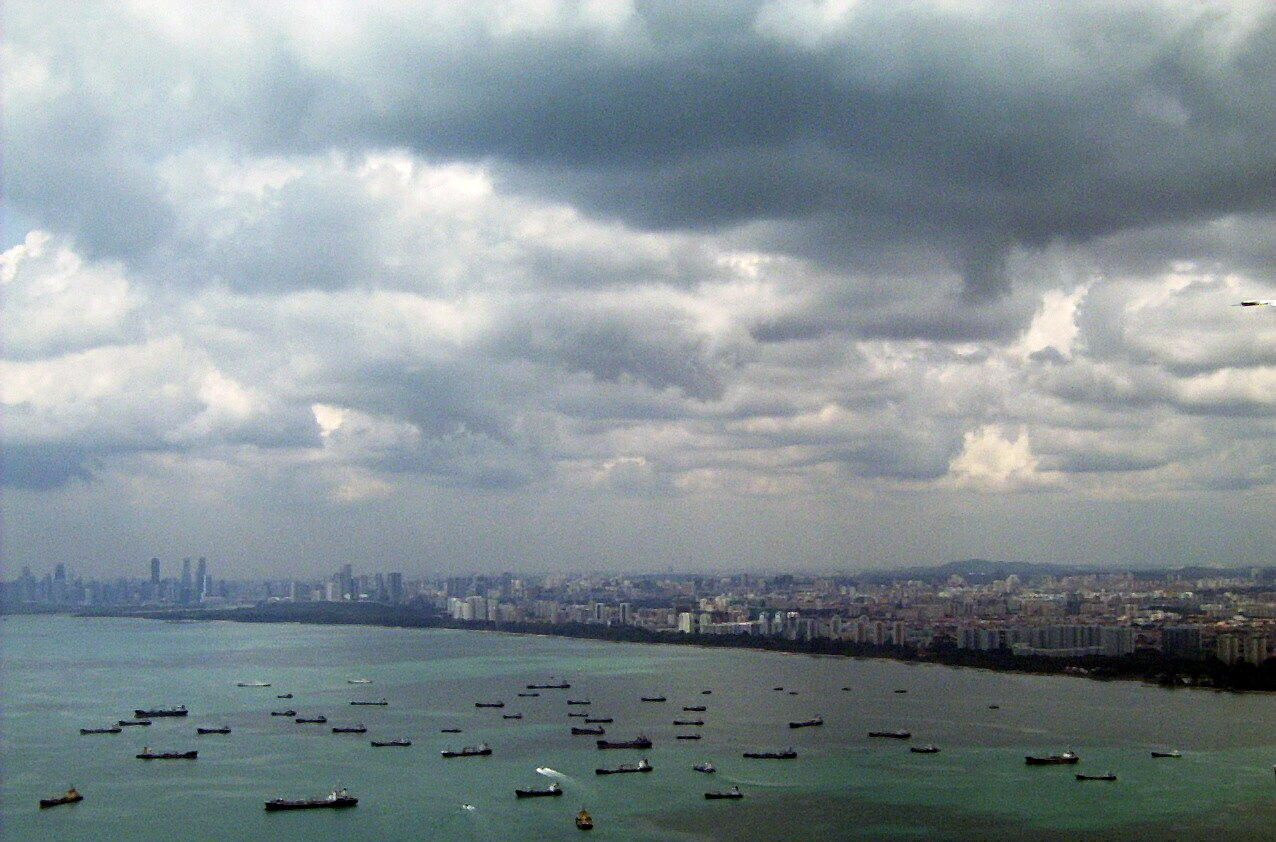
Rada de Singapur
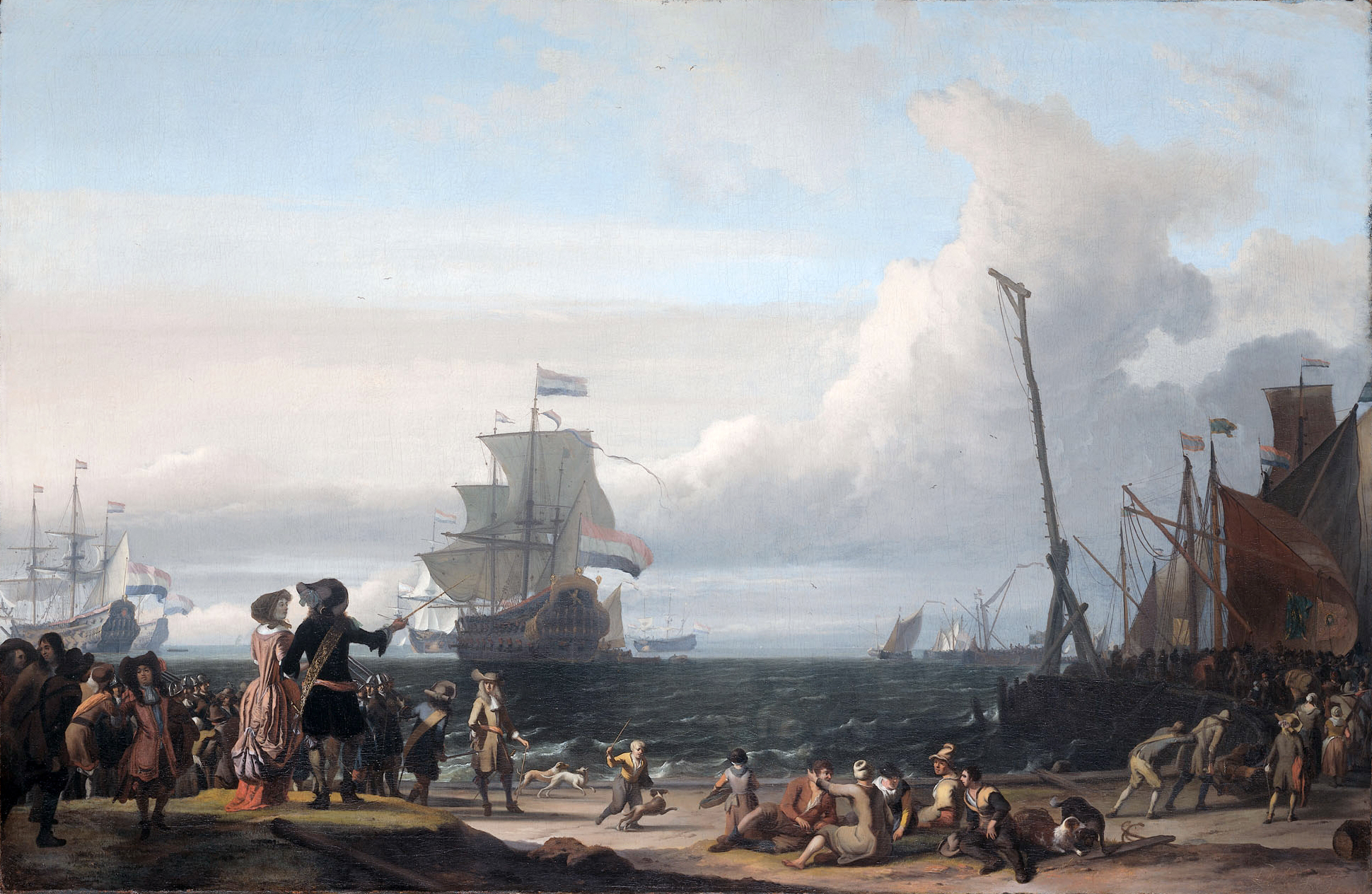
Cuadro de la rada de Texel, 1671
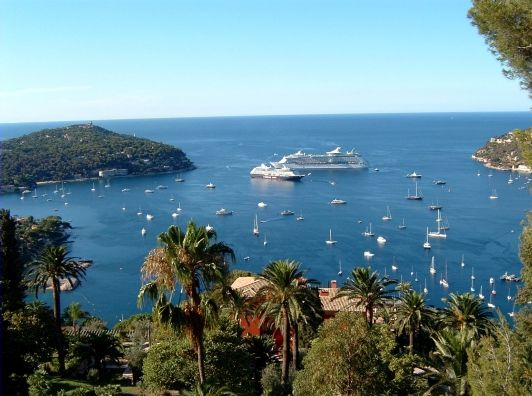
Rada de Villefranche-sur-mer
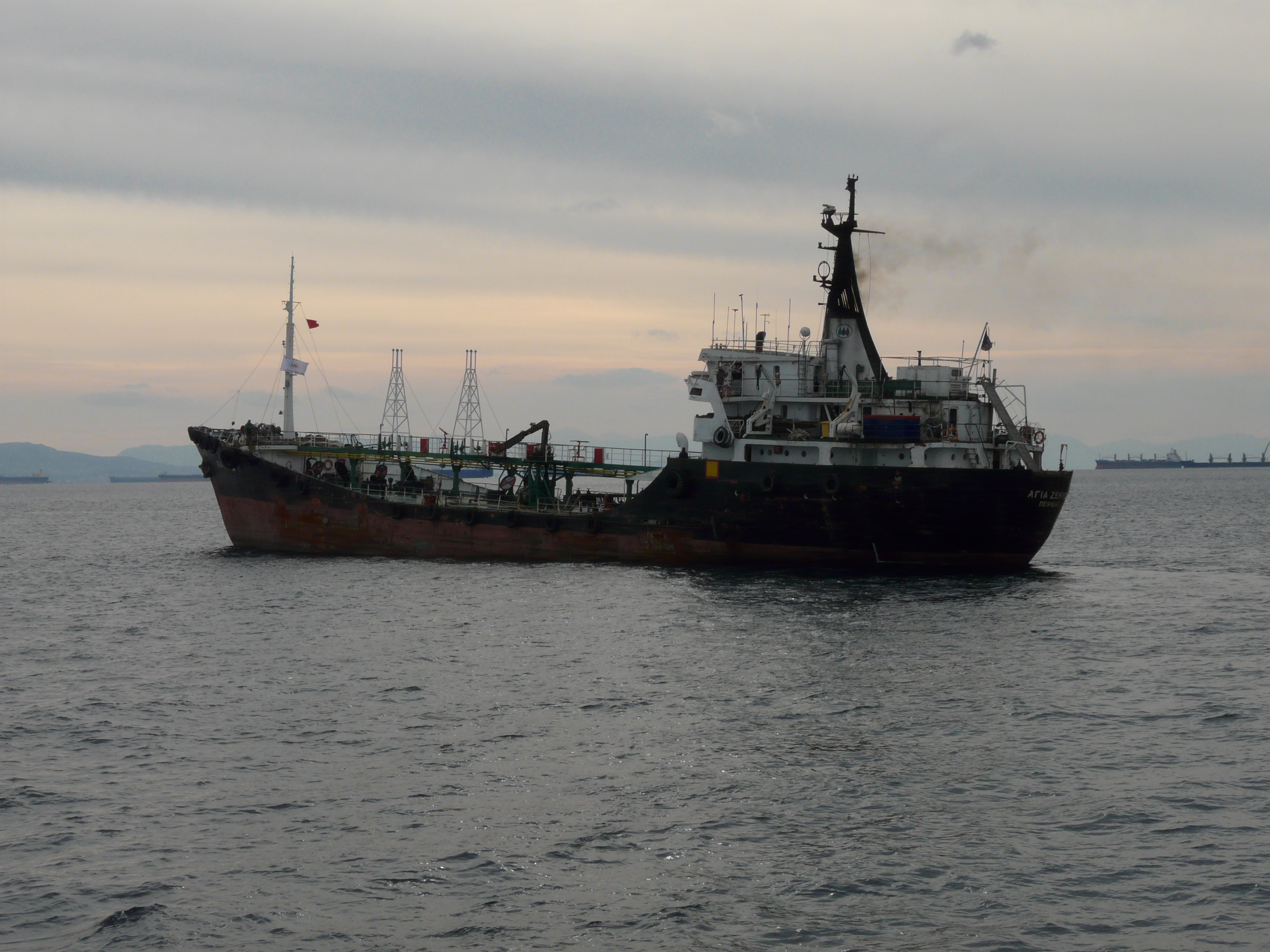
Buque griego AGIA ZONI III en la rada del Pireo
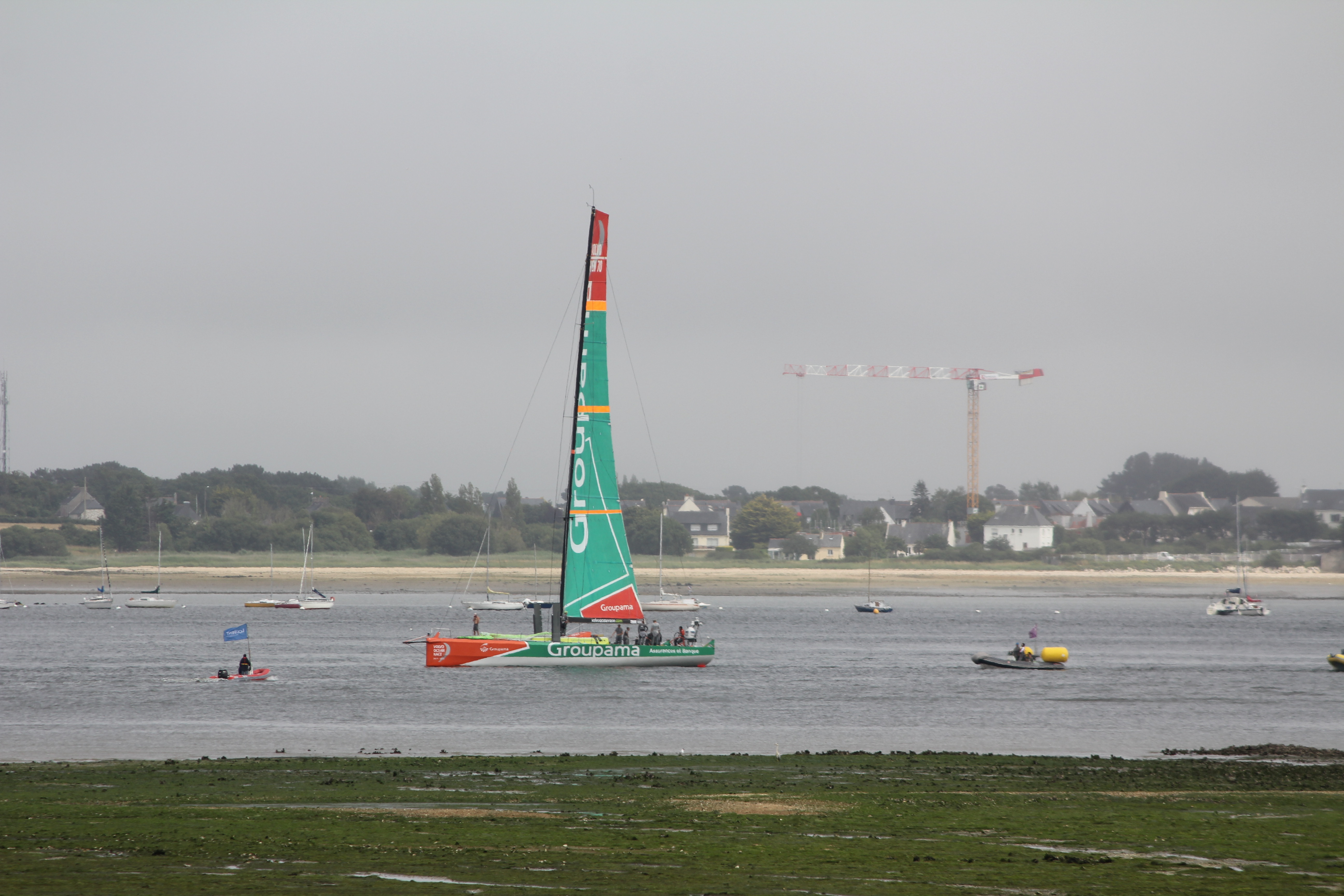
Volvo Ocean Race 2012 en la rada de Lorient
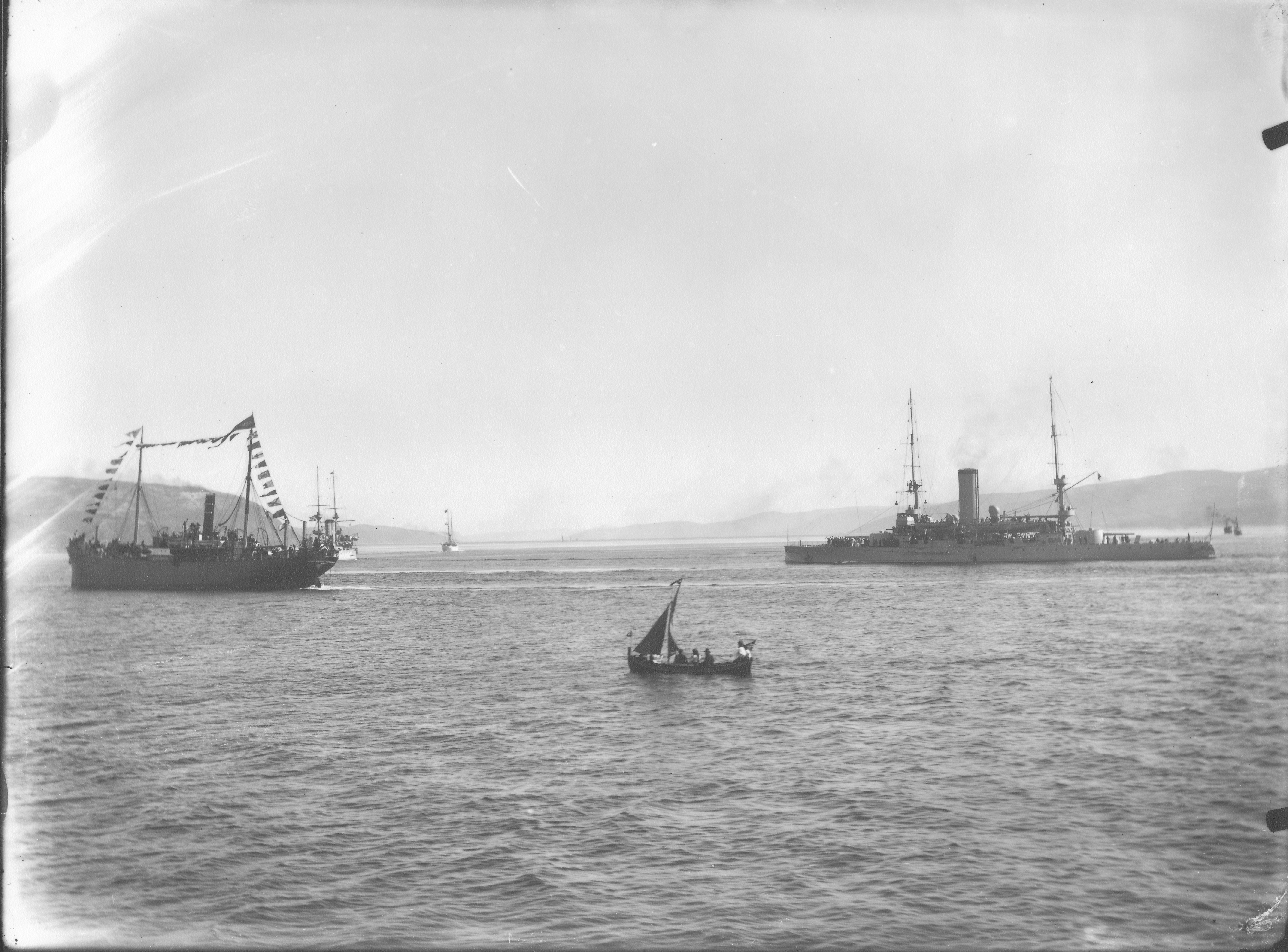
Rada de Trondheim, 1906
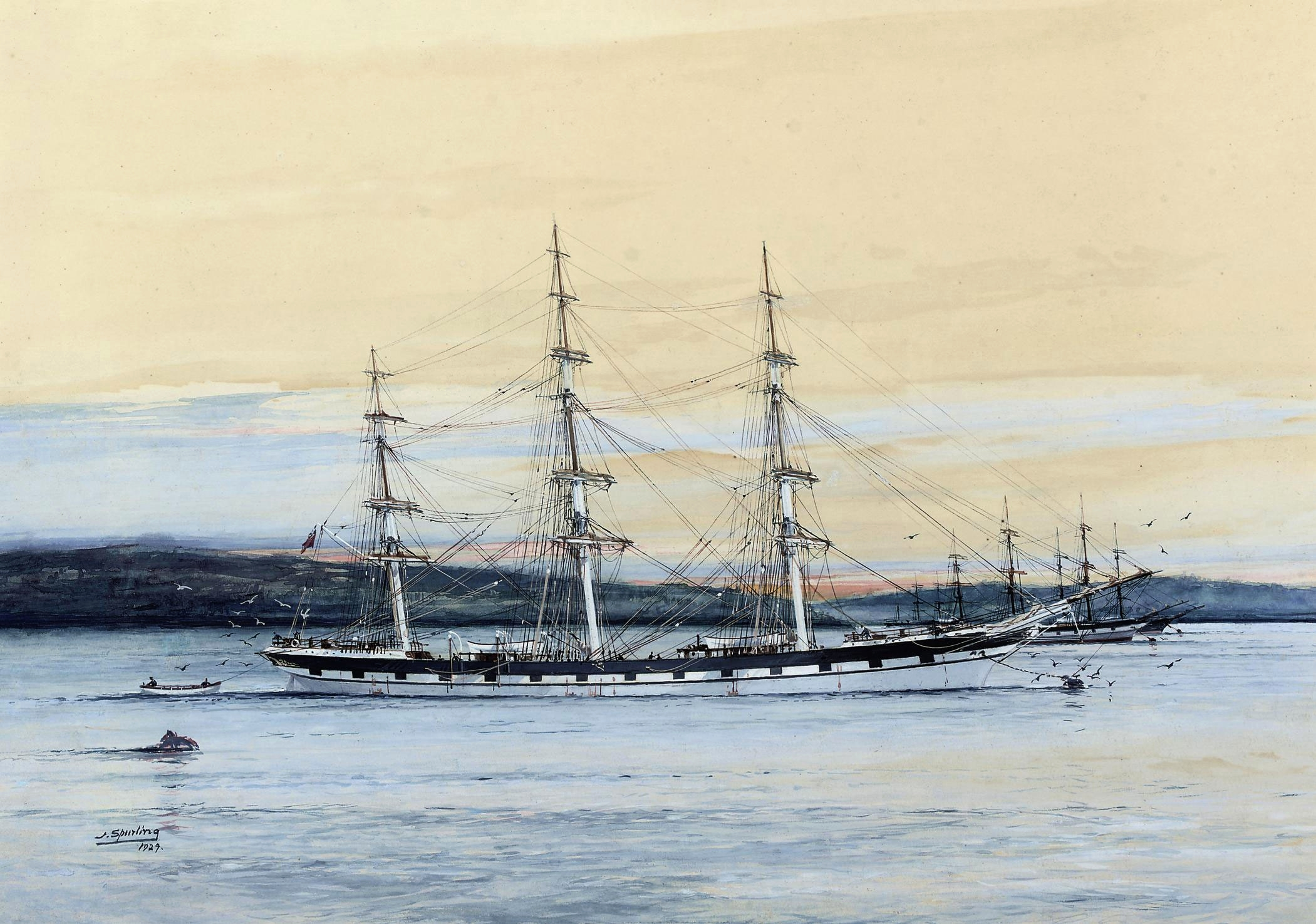
Golden Fleece anclado en una rada (pintura de Jack Spurling, 1929)

## Ejemplos
Hay muchos puertos que tienen su origen en radas, para denominarlas se les añadía el nombre local. (Fremantle, Río de Janeiro, San Diego, San Francisco, Sídney).
- Bizerta
- Boulogne-sur-Mer (artificial)
- Brest
- Carrick Roads
- Cherburgo (artificial)
- Ginebra (en el Lago Lemán, de agua dulce)
- Hampton Roads, Virginia
- Rada de Lorient
- Nagasaki
- Tolón
- Villefranche-sur-Mer
- Scapa Flow